# くぬぎ山車両基地
くぬぎ山車両基地（くぬぎやましゃりょうきち）は、千葉県鎌ケ谷市初富および松戸市串崎新田にまたがる京成電鉄の車両基地。

## 概要
京成松戸線のくぬぎ山駅と北初富駅の中間に位置しており、出入庫線はくぬぎ山駅側のみにある。京成松戸線（旧：新京成電鉄）の全車両が所属し、新京成時代は列車検査・月検査は直営作業で行っていた。構内にはくぬぎ山検修場が併設されており、重要部検査・全般検査のほか、車輪転削、各種改造工事等を協力会社（京成車両工業・串崎車輌）に委託して行っている。
それまで五香駅に隣接して設けられていた車両基地が大幅な車両増備に伴い、収容能力の限界に達したことから1975年（昭和50年）11月に移転・供用開始された。1979年（昭和54年）4月、敷地内にくぬぎ山車両検修場（整備工場）が完成し、定期検査の施工が開始された。運用車両の8両編成化に備え、1982年（昭和57年）3月に車両基地の拡張工事が完成し、収容車両数は8両編成24本（192両）にまで増加した。現在、京成松戸線では8両編成は運用されていないが、車両基地設備は8両編成に対応している。
京成松戸線の車両基地はここ1か所のみである(他に新津田沼駅付近に留置線がある)。なお、住宅・都市整備公団（現・千葉ニュータウン鉄道）所属車両（9000形・9100形）の検査も以前は当車両基地で行われていた時期があった。
800形、8000形の解体も実施している。

## 構内
いずれも8両編成に対応した設備を有する。
- 月検査ピット 1線（建屋内）
- 列車検査ピット 2線（建屋内）
- 留置線 7線
- 洗浄線 4線 - 洗浄作業台設置。洗浄線手前に車両洗浄装置 1基

検修場
- 車輪転削線
- 工場入出場線 1線 - 屋外にも2線
  - 主工場の向かいに車体工場があり、トラバーサーで結ばれている[2]。車体工場は4線あり、各線2両ずつ収容できる[2]
  - 主工場に隣接して塗装工場があり、塗装車はここで塗装が実施される[2]

## 電車基地見学・展示会
年に1度、鉄道の日にあわせて車両基地見学会が行なわれ、工場内を見学することができる。例年は秋の開催だったが2013年は台風の影響で延期となり2014年3月8日に開催、2017年は6月3日に開催された。内容は、鉄道部品の即売、記念グッズ等の販売、電車運転席での制帽着用での記念撮影、8900形ミニ電車の運行、運転台シミュレーター体験、大パノラマ鉄道模型運転会、ドア装置の開閉実施体験、踏切支障報知装置の体験、モーターカーの展示・試乗、パンタグラフと踏切遮断機の展示、新旧列車運行図表（ダイヤグラム）の展示、台車見学などである。その他にも京成グループ各社をはじめ、東葉高速鉄道、銚子電気鉄道、秩父鉄道等が記念グッズ等の販売を行なう。

## 所属車両
- 8800形
- 8900形
- N800形
- 80000形

このほか、構内専用としてアント工業製の車両移動機（アント40BRR型。機械扱いで無車籍）が配置されている。

## 過去の所属車両
- 800形
- 8000形